# Championnat de Tunisie masculin de volley-ball 1987-1988
Navigation
Saison précédente Saison suivante
Le championnat de Tunisie masculin de volley-ball 1987-1988 est la 33e édition à se tenir depuis 1956. Il est disputé par les douze meilleurs clubs en aller et retour.
Le Club sportif sfaxien, qui enregistre le départ de Msaddek Lahmar, Hédi Karray, Mohamed Ben Aouicha et Kais Kharrat, réussit, sous la direction de Mohamed Salah Barkia, à conserver son titre de champion grâce à un effectif constitué de Mohamed Sarsar, Ghazi Mhiri, Adam Naïli, Karray Benghazi, Mohamed Hachicha, Khaled Keskes, Maher Keskes, Abdelaziz Ben Abdallah, Abdessalem Lejmi, Hichem Ben Amira, Kais Derbel, Saber Hammami, Hichem Mallek et Zied Rebai. Il échoue néanmoins en coupe de Tunisie face à l'Avenir sportif de La Marsa.
En bas du tableau, les deux nouveaux promus, l'Étoile sportive de Radès et le Stade sportif sfaxien, ne réussissent pas à se maintenir parmi l'élite et cèdent leurs places au Club sportif de Hammam Lif et à l'Aigle sportif d'El Haouaria.

## Division nationale
| Rang | Équipe                            | Points | Matchs | Victoires | Défaites | Sets pour | Sets contre |
| 1    | Club sportif sfaxien              | 42     | 22     | 20        | 2        | 62        | 20          |
| 2    | Saydia Sports                     | 39     | 22     | 17        | 5        | 57        | 24          |
| 3    | Étoile olympique La Goulette Kram | 39     | 22     | 17        | 5        | 55        | 29          |
| 4    | Espérance sportive de Tunis       | 38     | 22     | 16        | 6        | 53        | 28          |
| 5    | Club olympique de Kélibia         | 35     | 22     | 13        | 9        | 46        | 23          |
| 6    | Avenir sportif de La Marsa        | 35     | 22     | 13        | 9        | 49        | 39          |
| 7    | Association sportive des PTT Sfax | 34     | 22     | 12        | 10       | 43        | 41          |
| 8    | Club africain                     | 31     | 22     | 9         | 13       | 35        | 46          |
| 9    | Zitouna Sports                    | 28     | 22     | 6         | 16       | 35        | 52          |
| 10   | Tunis Air Club                    | 26     | 22     | 4         | 18       | 26        | 60          |
| -    | Stade sportif sfaxien             | 26     | 22     | 4         | 18       | 24        | 62          |
| 12   | Étoile sportive de Radès          | 23     | 22     | 1         | 21       | 13        | 65          |

## Division 2
Quinze clubs répartis en deux poules participent à cette compétition.

### Poule A
- 1er : Aigle sportif d'El Haouaria
- 2e : Fatah Hammam El Ghezaz
- 3e : Union sportive de Carthage
- 4e : Gazelec sport de Tunis
- 5e : Union sportive de Borj Cédria
- 6e : Club sportif de Jendouba
- 7e : Club athlétique bizertin
- 8e : Union sportive de Bousalem

### Poule B
- 1er : Club sportif de Hammam Lif
- 2e : Association sportive des PTT
- 3e : Étoile sportive du Sahel
- 4e : Wided athlétique de Montfleury
- 5e : Union sportive des transports de Sfax
- 6e : Association sportive des PTT Kairouan
- 7e : Union sportive monastirienne
- Non engagé : Étoile sportive de Métlaoui

### Tournoi d'accession
Les deux premiers montent en division nationale :
- 1er : Club sportif de Hammam Lif
- 2e : Aigle sportif d'El Haouaria
- 3e : Association sportive des PTT
- 4e : Fatah Hammam El Ghezaz